# Caroline Cejka
Caroline Cejka, född 29 oktober 1985, är en schweizisk orienterare som ingick i stafettlaget som tog brons vid EM 2010.